# SFO Sofie
SFO Sofie er en satirisk onlinetegneserie, der begyndte i 2016, og handler om titelpersonen SFO Sofie, en pædagog fanget i skolereformens malstrøm. 
Tegningerne er sort/hvide og enkle, og stilen er beskrevet som underfundig, skarp, kritisk, uforskammet og til tider politisk ukorrekt. Hendes arbejdslivs udfordringer er let genkendelige for ansatte i folkeskolen og andre offentlige institutioner. Kritikken går ud over ledelsen, der er tegnet som et trehovedet monster, kommunen og coachen, men hverken kollegaer, børn eller forældre går forbi. 
Personerne bag SFO Sofie er anonyme. Anonymiteten skyldes bekymringer for hvordan den tegnede kritik vil blive modtaget. Bekymringer for konsekvenserne af at kritisere sin arbejdsplads, hvis man er offentligt ansat, deles i vide kredse og er blandt andet beskrevet af Rasmus Willig, der er en af SFO Sofies helte. 

## Udvalgte figurer
| Figur         | Beskrivelse |
| ------------- | --- |
| SFO Sofie     | SFO Sofie er pædagog i skolereformens malstrøm. Hun kæmper for at holde både sig selv, børn og pædagogik ovenvande.                                                                  |
| Skoleledelsen | Skoleledelsen, afbildet som et trehovedet væsen, ved foruroligende lidt om den virkelighed de leder. Til gengæld har de altid masser af projekter, som andre skal føre ud i praksis. |
| Coachen       | Coachen leverer en jævn strøm af nye projekter og tiltag. Han er frisk, elsker nye begreber og griner højt og længe af ledelsens vittigheder.                                        |